# Soulamea rigaultii
Soulamea rigaultii är en bittervedsväxtart som beskrevs av Jaffré & Fambart. Soulamea rigaultii ingår i släktet Soulamea och familjen bittervedsväxter. Inga underarter finns listade i Catalogue of Life.